# Oriolus albiloris
L'oriolo dalle redini (Oriolus albiloris Ogilvie-Grant, 1894) è un uccello della famiglia degli Oriolidi.

## Distribuzione e habitat
È endemico delle foreste tropicali di Luzon, l'isola più grande delle Filippine.